# Разъезд 41 (Акмолинская область)
Разъезд 41 — разъезд в Аршалынском районе Акмолинской области Казахстана. Входит в состав сельского округа Жибек Жолы. Код КАТО — 113433300.

## География
Разъезд расположен в западной части района, на расстоянии примерно 31 километров (по прямой) к северо-западу от административного центра района — посёлка Аршалы, в 8 километрах к юго-востоку от административного центра сельского округа — села Жибек Жолы.
Абсолютная высота — 366 метров над уровнем моря.
Ближайшие населённые пункты: село Волгодоновка — на востоке, село Жалтырколь — на юго-западе, село Жибек Жолы — на северо-западе. 
Через разъезд проходит железная дорога «Астана — Караганда».

## Население
В 1989 году население разъезда составляло 52 человек (из них казахи — 67%, русские — 21%).

В 1999 году население разъезда составляло 81 человек (46 мужчин и 35 женщин). По данным переписи 2009 года, в разъезде проживало 116 человек (68 мужчин и 48 женщин).
| Численность населения | Численность населения | Численность населения |
| 1989                  | 1999                  | 2009                  |
| --------------------- | --------------------- | --------------------- |
| 52                    | ↗81                   | ↗116                  |